# ChemDraw

Logo bis Version 12

ChemDraw ist ein Programm zum Zeichnen chemischer Strukturen und Reaktionsgleichungen. Das Programm wurde von der Cheminformatik-Gesellschaft CambridgeSoft entwickelt und nach der Übernahme der Gesellschaft durch PerkinElmer im Jahr 2011 von diesem Unternehmen weiterentwickelt. Es ist mit Chem3D und ChemFinder ein Teil des ChemOffice-Pakets. ChemDraw ist lauffähig unter Windows und macOS.

## Programmfeatures von ChemDraw 20
Neben der Möglichkeit chemischen Strukturen zu zeichnen kann ChemDraw diese auch aus den Namen konvertieren. Ebenso kann zu vielen gezeichneten Strukturen automatisch der chemische Name generiert werden. Eine Sammlung an Vorlagen für Strukturelemente erleichtert das Zeichnen von Strukturen und ein „Structure Cleanup“ kann gezeichnete Strukturen optimieren. Für die meisten chemischen Journale stehen weiterhin Vorlagen mit den von den Journalen geforderten Parametern zur Verfügung. Zum Hervorheben können Ringsysteme und Bindungen farbig dargestellt werden.
Weiterhin ist möglich NMR- (1H- und 13C-NMR) und MS-Spektren von gezeichneten Strukturen zu simulieren.
Zur erleichterten Recherche stehen weiterhin Add-Ins von SciFinder, Reaxys und Google Scholar zur Verfügung.

## ChemDraw JS
ChemDraw JS ist eine auf JavaScript und HTML5 basierende Version von Chemdraw, die als Browserplugin verwendet werden kann. Dadurch kann ChemDraw beispielsweise in browserbasierten Datenbanken oder Laborjournalen eingesetzt werden.

## Dateiformate
Als native Dateiformate unterstützt ChemDraw das binäre CDX- und das auf XML basierende CDXML-Format. ChemDraw kann zusätzlich Dateien im MOL-Format, im SDF-Format und im Format von ISIS-Draw (SKC) sowohl exportieren, als auch importieren. Strukturen können auch als SVG (Windows) oder PDF (Macintosh) exportiert werden.